# Viktor Ulčar
Viktor Ulčar, slovenski vojaški pilot in veteran druge svetovne vojne, * 1908, Bled, † 1993.
Ulčar je leta 1927 obiskoval letalski šolski center v Novem Sadu, leta 1931 pilotsko šolo v Mostarju, kasneje pa še šolo za lovske pilote v Zemunu. Med aprilsko vojno je sodeloval v bojih nad Jugoslavijo.